# Guaraci Fluctus
Il Guaraci Fluctus è una struttura geologica della superficie di Io.